# Papilio filaprae
Espèce
Papilio filaprae est une espèce de lépidoptères (papillons) de la famille des Papilionidae. Cette espèce est présente dans le golfe de Guinée.

## Systématique
L'espèce Papilio filaprae a été décrite pour la première fois en 1904 par l'entomologiste allemand Ernst Suffert (d) (?-1907) dans Deutsche entomologische Zeitschrift Iris sous le protonyme Papilio cyproeofila filaprae.